# Pacora (Lambayeque)
Pacora es una localidad peruana ubicada en el departamento de Lambayeque, provincia de Lambayeque, distrito de Pacora. Es asimismo capital del distrito de Pacora. Se encuentra a una altitud de 57 m s. n. m. Tiene una población de 5519 habitantes en 1993.

## Clima
| Parámetros climáticos promedio de Pacora | Parámetros climáticos promedio de Pacora | Parámetros climáticos promedio de Pacora | Parámetros climáticos promedio de Pacora | Parámetros climáticos promedio de Pacora | Parámetros climáticos promedio de Pacora | Parámetros climáticos promedio de Pacora | Parámetros climáticos promedio de Pacora | Parámetros climáticos promedio de Pacora | Parámetros climáticos promedio de Pacora | Parámetros climáticos promedio de Pacora | Parámetros climáticos promedio de Pacora | Parámetros climáticos promedio de Pacora | Parámetros climáticos promedio de Pacora |
| Mes                                      | Ene.                                     | Feb.                                     | Mar.                                     | Abr.                                     | May.                                     | Jun.                                     | Jul.                                     | Ago.                                     | Sep.                                     | Oct.                                     | Nov.                                     | Dic.                                     | Anual                                    |
| ---------------------------------------- | ---------------------------------------- | ---------------------------------------- | ---------------------------------------- | ---------------------------------------- | ---------------------------------------- | ---------------------------------------- | ---------------------------------------- | ---------------------------------------- | ---------------------------------------- | ---------------------------------------- | ---------------------------------------- | ---------------------------------------- | ---------------------------------------- |
| Temp. máx. media (°C)                    | 30.7                                     | 31.6                                     | 31.6                                     | 30.4                                     | 28.4                                     | 26.4                                     | 25.3                                     | 25                                       | 24.9                                     | 26.1                                     | 27.3                                     | 30.2                                     | 28.2                                     |
| Temp. media (°C)                         | 25.4                                     | 26.2                                     | 26.1                                     | 25                                       | 23.5                                     | 21.7                                     | 20.6                                     | 20.2                                     | 20.4                                     | 21.1                                     | 22.1                                     | 24.2                                     | 23                                       |
| Temp. mín. media (°C)                    | 20.2                                     | 20.9                                     | 20.7                                     | 19.7                                     | 18.6                                     | 17                                       | 16                                       | 15.5                                     | 16                                       | 16.2                                     | 16.9                                     | 18.2                                     | 18                                       |
| Fuente: climate-data.org                 |                                          |                                          |                                          |                                          |                                          |                                          |                                          |                                          |                                          |                                          |                                          |                                          |                                          |